# Панасюк Сергій Іванович
Сергі́й Іва́нович Панасю́к (20 жовтня 1985, Коростишів, Житомирська область, Українська РСР — 2 травня 2014, Андріївка, Слов'янський район, Донецька область, Україна) — український військовослужбовець, десантник, старший солдат Збройних сил України, учасник російсько-української війни.

## Життєпис
Сергій Панасюк народився у місті Коростишів на Житомирщині. Батьки померли, і хлопця виховували старші сестри. Навчався у Коростишівській школі. Закінчивши місцевий аграрний ліцей, прагнув швидше піти на службу в армію, навіть сесію в ліцеї здав раніше, аби потрапити у весняний призов. Строкову службу проходив в 95-ій аеромобільній бригаді. Працював у різних місцях, останнім часом — на місцевому каменеобробному підприємстві. Займався спортом. Одружитися не встиг, жив із сестрою у батьківському будинку. Під час Революції Гідності був на Майдані, відстоював європейській вибір країни.
Старший солдат запасу Панасюк одним із перших записався до війська добровольцем, як тільки оголосили мобілізацію.
Оператор протитанкового взводу 1-го аеромобільно-десантного батальйону 95-ї окремої аеромобільної бригади, в/ч А0281, Житомир.
Загинув у травні 2014 року поблизу Слов'янська під час виконання завдання у рамках антитерористичної операції. Військові 95-ї аеромобільної бригади мали оточити осередок озброєних бойовиків. На шляху до місця призначення біля селища Андріївка на мосту через річку Сухий Торець рух колони заблокувала організована група людей, які назвалися місцевими мешканцями, серед них були жінки з іконами і дітьми. Військові зупинилися, майор Ілля Хоменко почав переговори, які затягнулися до сутінків. О 22:15, під час перемовин, на українських військовослужбовців здійснили озброєний напад російські терористи, які відкрили вогонь зі стрілецької зброї та гранатометів, практично з-за спин цивільних мешканців, прикриваючись «живим щитом». Старший солдат Сергій Панасюк був вбитий снайпером, куля поцілила йому у шию й перебила сонну артерію. Солдат Петро Коваленко остаточно помер від вибуху гранати ВОГ з підствольного гранатомета. Ще семеро військовослужбовців дістали поранення і контузії. Колоні десантників вдалося вийти з-під обстрілу і відбити напад терористів.
5 травня в Будинку культури міста Коростишева відбулася траурна церемонія прощання з десантником, його поховали на міському кладовищі у секторі, де поховані почесні громадяни Коростишева. Залишились три сестри Світлана, Лілія та Інна.

## Нагороди
- 19 липня 2014 року — за особисту мужність і героїзм, виявлені у захисті державного суверенітету та територіальної цілісності України, відзначений — нагороджений орденом «За мужність» III ступеня (посмертно)[2].
- недержавна медаль «За визволення Слов'янська» (посмертно).

## Вшанування
Почесний громадянин міста Коростишева (посмертно).
В м. Коростишів є вулиця Сергія Панасюка.
В Коростишівському НВК «Загальноосвітня школа І-ІІ ступенів — ліцей інформаційних технологій» імені Л. Х. Дарбіняна відкрито меморіальну дошку на честь випускника Сергія Панасюка.
На місці загибелі героїв-десантників Сергія Панасюка і Петра Коваленка поблизу Слов'янська встановлено залізний хрест з меморіальною табличкою.